# Survivor Series (1996)
O Survivor Series (1996) foi um pay-per-view (PPV) de wrestling profissional promovido pela World Wrestling Federation (WWF, atualmente WWE). O evento aconteceu em 17 de novembro de 1996, no lendário Madison Square Garden, em Nova York. Essa foi a 10ª edição do Survivor Series.
Esse evento é especialmente notável por marcar a estreia de Dwayne Johnson, que na época lutava sob o nome de Rocky Maivia. Ele mais tarde se tornaria conhecido mundialmente como The Rock, uma das maiores estrelas da história do entretenimento esportivo.
O evento principal foi uma luta pelo WWF Championship onde o então campeão Shawn Michaels defendeu o título contra Sycho Sid. Sid conquistou o cinturão ao derrotar Michaels por pinfall, depois de acertá-lo com uma câmera de televisão e aplicar um Powerbomb.
O card secundário contou com Faarooq, Vader, Razor Ramon e Diesel contra Flash Funk, Savio Vega, Yokozuna e Jimmy Snuka — que havia sido introduzido no Hall da Fama da WWF na noite anterior — em uma luta de eliminação quatro-contra-quatro no estilo Survivor Series. Bret Hart enfrentou Stone Cold Steve Austin em uma luta individual para determinar o desafiante número um ao WWF Championship. Marc Mero, Rocky Maivia, Jake Roberts e The Stalker enfrentaram Crush, Jerry Lawler, Hunter Hearst Helmsley e Goldust em outra luta de eliminação quatro-contra-quatro. The Undertaker enfrentou Mankind em uma luta individual. E The Godwinns, Doug Furnas e Phil LaFon enfrentaram The New Rockers, Owen Hart e The British Bulldog.

## Produção

### Conceito
O Survivor Series é um pay-per-view anual temático, produzido todo mês de novembro pela World Wrestling Federation (WWF, atual WWE) desde 1987. Sendo o segundo evento pay-per-view mais longevo da história (atrás apenas da WrestleMania), ele faz parte dos quatro pay-per-views originais da empresa, ao lado de WrestleMania, SummerSlam e Royal Rumble, e foi considerado um dos "Cinco Grandes" eventos, junto com o King of the Ring.
O evento é tradicionalmente marcado pelas lutas Survivor Series, que são combates de eliminação em equipes, geralmente colocando times de quatro ou cinco lutadores uns contra os outros. A edição de 1996 foi a décima da cronologia do Survivor Series e ocorreu em 17 de novembro de 1996, no Madison Square Garden, em Nova York.

### Rivalidades
O Survivor Series consistiu em lutas de wrestling profissional envolvendo lutadores que faziam parte de rivalidades e histórias previamente estabelecidas, desenvolvidas no Monday Night Raw — principal programa televisivo da WWF. Os lutadores assumiam os papéis de heróis ou vilões enquanto seguiam uma sequência de acontecimentos que aumentavam a tensão, culminando em uma luta ou série de lutas no evento.

## Resultados
| Nº                                          | Resultados | Estipulações                                                              | Tempo |
| ------------------------------------------- | --- | ------------------------------------------------------------------------- | ----- |
| Free For All                                | Aldo Montoya, Bart Gunn, Bob Holly e Jesse James derrotaram Billy Gunn, Justin Bradshaw, Salvatore Sincere e The Sultan (com The Iron Sheik e Uncle Zebekiah)                    | Luta Survivor Series 4-contra-4 de eliminação1                            | 10:46 |
| 1                                           | Doug Furnas, Henry O. Godwinn, Phil Lafon e Phineas I. Godwinn (com Hillbilly Jim) derrotaram The British Bulldog, Leif Cassidy, Marty Jannetty e Owen Hart (com Clarence Mason) | Luta Survivor Series 4-contra-4 de eliminação2                            | 20:41 |
| 2                                           | The Undertaker derrotou Mankind | Luta individual Paul Bearer estava suspenso acima do ringue em uma jaula. | 14:54 |
| 3                                           | Jake Roberts, Marc Mero, Rocky Maivia e The Stalker (com Sable) derrotaram Crush, Goldust, Jerry Lawler e Hunter Hearst Helmsley (com Marlena)                                   | Luta Survivor Series 4-contra-4 de eliminação3                            | 23:44 |
| 4                                           | Bret Hart derrotou Stone Cold Steve Austin | Luta individual para determinar o desafiante #1 ao WWF Championship       | 28:36 |
| 5                                           | Fake Diesel, Faarooq, Fake Razor Ramon e Vader (com Clarence Mason e Jim Cornette) vs. Flash Funk, Jimmy Snuka, Savio Vega e Yokozuna terminou em no contest                     | Luta Survivor Series 4-contra-4 de eliminação4                            | 9:48  |
| 6                                           | Sycho Sid derrotou Shawn Michaels (c) (com José Lothario) | Luta individual pelo WWF Championship                                     | 20:02 |
| (c) – Refere-se aos campeões antes da luta. | |                                                                           |       |

### LutasSurvivor Seriesde eliminação
↑1 
| Ordem de eliminação | Lutador           | Eliminado por   | Método    | Tempo     |
| ------------------- | ----------------- | --------------- | --------- | --------- |
| 1                   | Aldo Montoya      | The Sultan      | Submissão | 3:55      |
| 2                   | Salvatore Sincere | Bart Gunn       | Pinfall   | 6:55      |
| 3                   | Bob Holly         | Justin Bradshaw | Pinfall   | 8:35      |
| 4                   | Justin Bradshaw   | Jesse James     | Pinfall   | 8:46      |
| 5                   | The Sultan        | Jesse James     | Pinfall   | 9:44      |
| 6                   | Jesse James       | Billy Gunn      | Pinfall   | 9:59      |
| 7                   | Billy Gunn        | Bart Gunn       | Pinfall   | 10:46     |
| Sobrevivente:       | Bart Gunn         | Bart Gunn       | Bart Gunn | Bart Gunn |

↑2 
| Ordem de eliminação | Lutador                  | Eliminado por            | Método                   | Tempo                    |
| ------------------- | ------------------------ | ------------------------ | ------------------------ | ------------------------ |
| 1                   | Marty Jannetty           | Henry O. Godwinn         | Pinfall                  | 8:12                     |
| 2                   | Henry O. Godwinn         | Owen Hart                | Pinfall                  | 8:18                     |
| 3                   | Phineas I. Godwinn       | The British Bulldog      | Pinfall                  | 9:04                     |
| 4                   | Leif Cassidy             | Phil Lafon               | Pinfall                  | 13:43                    |
| 5                   | The British Bulldog      | Phil Lafon               | Pinfall                  | 17:22                    |
| 6                   | Owen Hart                | Doug Furnas              | Pinfall                  | 20:41                    |
| Sobreviventes:      | Doug Furnas e Phil Lafon | Doug Furnas e Phil Lafon | Doug Furnas e Phil Lafon | Doug Furnas e Phil Lafon |

↑3 
| Ordem de eliminação | Lutador                | Eliminado por | Método       | Tempo        |
| ------------------- | ---------------------- | ------------- | ------------ | ------------ |
| 1                   | Jerry Lawler           | Jake Roberts  | Pinfall      | 10:01        |
| 2                   | The Stalker            | Goldust       | Pinfall      | 12:44        |
| 3                   | Hunter Hearst Helmsley | Marc Mero     | Pinfall      | 19:20        |
| 4                   | Marc Mero              | Crush         | Pinfall      | 20:36        |
| 5                   | Jake Roberts           | Crush         | Pinfall      | 20:54        |
| 6                   | Crush                  | Rocky Maivia  | Pinfall      | 23:12        |
| 7                   | Goldust                | Rocky Maivia  | Pinfall      | 23:44        |
| Sobrevivente:       | Rocky Maivia           | Rocky Maivia  | Rocky Maivia | Rocky Maivia |

↑4 
| Ordem de eliminação | Lutador          | Eliminado por | Método           | Tempo |
| ------------------- | ---------------- | ------------- | ---------------- | ----- |
| 1                   | Savio Vega       | Fake Diesel   | Pinfall          | 8:39  |
| 2                   | Fake Razor Ramon | Jimmy Snuka   | Pinfall          | 9:28  |
| 3                   | Faarooq          | N/A           | Desclassificação | 9:48  |
| 4                   | Vader            | N/A           | Desclassificação | 9:48  |
| 5                   | Fake Diesel      | N/A           | Desclassificação | 9:48  |
| 6                   | Flash Funk       | N/A           | Desclassificação | 9:48  |
| 7                   | Jimmy Snuka      | N/A           | Desclassificação | 9:48  |
| 8                   | Yokozuna         | N/A           | Desclassificação | 9:48  |
| Sobreviventes:      | N/A              | N/A           | N/A              | N/A   |